# 鹿嶌嵜健太郎
鹿嶌嵜 健太郎（かしまざき けんたろう、1897年2月18日 - 1947年）は、石川県鹿島郡鹿西町（現中能登町）出身で小野川部屋に所属した元大相撲力士。本名は上西 勇松（旧姓飴谷）。最高位は東十両5枚目。

## 経歴
大坂相撲の小野川部屋に入門し、四股名は「有明」から「千年川」を名乗り、1924年5月に新入幕、1925年6月関脇に進んだ。東西合併により1927年1月東十両5枚目に付出され、「鹿嶌嵜」と改名したが、全く振るわず連続負け越し。幕下に陥落した場所は以前の「千年川」の四股名に戻したが、加入後3場所の同年5月場所、30歳であっさり廃業した。

## 成績
十両2場所1勝5敗11休

## 改名
有明→千年川→鹿嶌嵜→千年川